# Megastraea undosa
Megastraea undosa (nomeada, em inglêsː wavy turban, wavy turbansnail ou wavy starsnail; na tradução para o portuguêsː "caramujo-turbante", ou "estrela", "ondulado"; cientificamente denominada Astraea undosa, colocada no gênero Astraea, durante o século XX) é uma espécie de molusco gastrópode marinho e costeiro pertencente à família Turbinidae. Foi classificada por William Wood, com o nome Trochus undosus, em 1828, na obra Supplement to the Index Testaceologicus; or A catalogue of Shells, British and Foreign. É nativa do leste do oceano Pacífico, no litoral noroeste da América, do sul dos Estados Unidos ao México, na Baja California Sur.

## Descrição da concha e hábitos
Concha grande, cônica e nodulosa, com pouco mais de 10 centímetros de altura, de coloração esbranquiçada ou creme a castanha, quando não está coberta com os organismos marinhos de seus bentos de origem. Opérculo branco e calcário, com fortes ranhuras concêntricas. A estrutura da concha é constituída por duas camadas: uma mais externa, que mostra a presença de aragonita e calcita, e outra interior, com uma estrutura nacarada de aragonita. Este mesmo nácar pode ser visto na abertura e região interna da concha, tornando-a antigamente usada para a fabricação de botões.
É encontrada de águas rasas da zona entremarés à de maré baixa, comum em florestas de algas, das quais se alimentam, podendo atingir os 21 metros de profundidade. São uma das presas da lontra-marinha.

## Distribuição geográfica
Megastraea undosa ocorre dos Estados Unidos, entre Point Conception, condado de Santa Bárbara, Califórnia, até Baja California Sur, na Baja California, México.

Mapa mostrando Baja California Sur, no México.